# Plagiotrypes armatus
Plagiotrypes armatus là một loài tò vò trong họ Ichneumonidae.